# Suctobelbella semiplumosa
Suctobelbella semiplumosa är en kvalsterart som först beskrevs av Balogh och Sandór Mahunka 1967.  Suctobelbella semiplumosa ingår i släktet Suctobelbella och familjen Suctobelbidae.

## Underarter
Arten delas in i följande underarter:
- S. s. semiplumosa
- S. s. indica
- S. s. simplex
- S. s. tahitiensis